# Marine One
Marine One er flyvekontroltjenestens officielle kaldesignal på United States Marine Corps fly, der befordrer USA's præsident. Eskadrillen HMX-1 står for alle flyvninger.
Når vicepræsidenten er ombord er kaldesignalet Marine Two.